# Найробі Сіті Старз

Старий логотип клубу

«Найробі Сіті Старз» (англ. Nairobi City Stars) — професіональний кенійський футбольний клуб з міста Найробі, виступає в Національній суперлізі Кенії. Фінансується благодійною організацією World Hope International.

## Історія
Заснований 2001 року під назвою Кавангваре Юнайтед, наступного року дебютував у Прем'єр-лізі. У 2003 році перейменований у ФК «Ворлд Гоуп». Після одного сезону, проведеного в Загальнонаціональному чемпіонаті, клуб повернувся до Прем'єр-ліги. Повернення до еліти кенійського футболу виявилося вдалим: у чемпіонаті команда посіла 7-е місце, а також виграла кубок президента Кенії. Завдяки цьому команда кваліфікувалася до Кубку конфедерації КАФ 2006 році, де в попередньому раунді поступилася угандійському УРА. У жовтні 2008 року клуб був куплений Послами Спорту в Кенії (AIS Кенія), які по завершенні сезону 2008 року перейменували клуб у «Найробі Сіті Старз». Клуб було названо на честь «Клівленд Сіті Старз». Однією з головних зірок у «Найробі Сіті Старз» став Муса Отьєно, колишній гравець націонадльної збірної Кенії, який в свій час також захищав кольори вище вказаного американського клубу. «Найробі Сіті Старз» продовжив виступи на стадіоні «Ворлд гоуп», розташований у передмісті Найробі Кавангваре. Після придбання клубу, головним тренером команди призначили німця Олівера Пейджа, який будучи гравцем виступав у Бундеслізі. Проте Олівер, незважаючи на вдалу гру своїх підопічних, у червні 2009 року подав у відставку, посилаючись на особисті причини. У сезоні 2009 року команда продемонструвала найкращий результат у власній історії за період виступів у Прем'єр-лізі, посівши 6-е місце. У 2010 році клуб мав перейти до данських інвесторів (за 4,5 мільйони кенійських шилінгів), проте в останній момент власники клубу відмовилися від продажу. В результаті чого інвестори викупили АК Накуру з другого дивізіону чемпіонату Кенії.
Через нетривалий період часу клуб повернувся до свого колишнього власника, Пітера Джабуї. У наступні роки команда завершувала чемпіонат у нижній третині турнірної таблиці. А в сезоні 2013 року посіла 14-е місце, випередивши на 3 очки конкурентів з зони вильоту. Ян Купс, який у вересні приєднався до клубу як виконувач обов'язків головного тренера, не продовжив контракт після останньої гри сезону, а в січні 2014 року було призначено нового головного тренера, нігерійця Робінсон Ндубуйсі Офвуку, який підписав з клубом 1-річний контракт. Пітер Джабуї керував командою до березня 2019 року, допоки повністю не передав його Jonathan Jackson Foundation, організація належала одному з європейських та кенійських магнатів.
Після передачі клубу, нові власники призначили інтернет-журналіста Патріка Коріра як генерального директора, щоб упорядкувати діяльність клубів. У липні 2019 року «Найробі Сіті Старз» зайнявся пошуками нового тренера, ним став дипломований фахівець, уродженець Сараєва Санжин Алагич.
Напередодні старту нового сезону, у вересні 2019 року, Алагич запросив колишніх гравців клубу Ентоні Кімані та Джиммі Багею, а також 10 нових футболістів.

## Досягнення
- Кубок президента Кенії
  -  Володар (1): 2005

## Статистика виступів на континентальних турнірах
| Сезон | Турнір                 | Раунд      | Клуб | Вдома | На виїзді | Загалом |
| ----- | ---------------------- | ---------- | ---- | ----- | --------- | ------- |
| 2006  | Кубок конфедерації КАФ | Попередній | УРА  | 1-1   | 0-1       | 1-2     |

## Відомі гравці
- Віктор Ваньяма
- Джеймс Сітума
- Джордж Одіамбо
- Ден Ссерункума

## Відомі тренери
- Задекія Отьєно (2003, 2004)
- Лорд Кенна (січ. 2009- гр. 2010)
- Джон Оголла (січ. 2008 — лист. 2008)
- Олівер Пейдж (лист. 2008 — тр. 2009)
- Кеннеді Одьямбо (тр. 2009- сер. 2011)
- Гідеон Очиєнг (сер. 2011-вер. 2012)
- Баї Малле Вадда (вер. 2012-чер. 2013)
- Чарльз Кореа (чер. 2013-вер. 2013)
- Ян Купс (вер. 2013-січ. 2014)
- Робінсон Ндубуйсі Офвуку (січ. 2014-кв. 2014)
- Тім Бриєтт (кв. 2014-лип. 2014)
- Робінсон Ндубуйсі Офвуку (лип. 2014- гр. 2014)
- Пол Нката (січ. 2015 — чер. 2015)
- Гебріел Нджороге (лип. 2015-вер. 2015)
- Денніс Окоз (вер. 2015-гр. 2015)
- Джон Оголла (січ. 2016-чер. 2016)
- Ричард Пінто Тамале (лип. 2016-гр. 2016)
- Роберт Матано (січ. 2017-тр. 2017)
- Абдул-Самаду Мусафірі (лип. 2017 — гр. 2017)
- Джон Амбоко (січ.-гр. 2018)
- Джиммі Кінту (січ. 2019 — кв. 2019)
- Джон Амбоко (кв. 2019 — чер. 2019)